# Cornecho

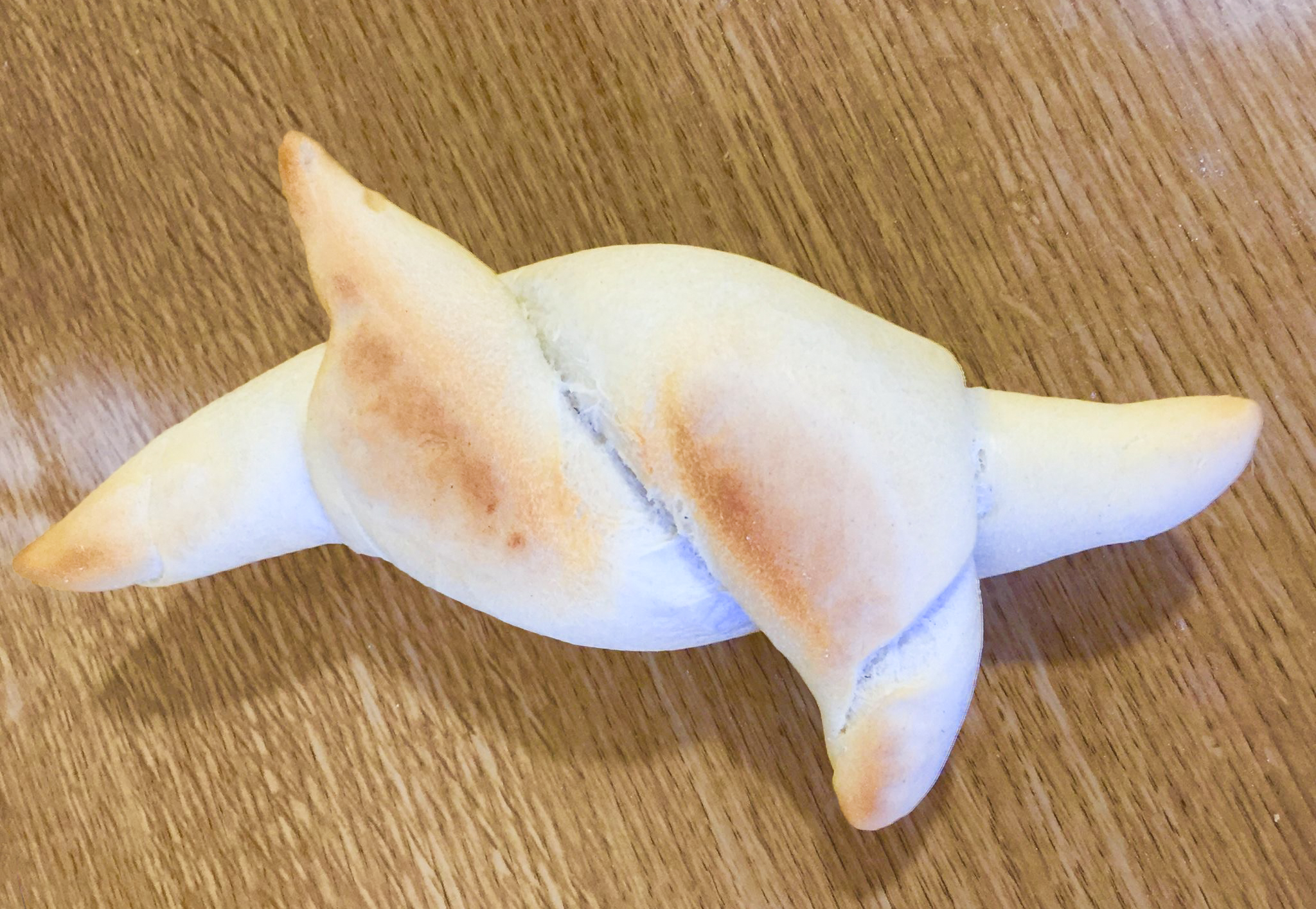
Cornecho gallego

El cornecho es un panecillo con forma de nudo con cuatro puntas o «cuernos», típico de Galicia, España, y en particular de la comarca de Compostela. Su miga es compacta y su corteza brillante, fruto de una baja hidratación y la adición de grasa animal. Contiene harina panificable suave (W180), agua, manteca de cerdo, masa madre, levadura y sal. Este pequeño pan cuerniforme era una dádiva de las madrinas a sus ahijados durante la Pascua.

## Terminología
«Cornecho» quiere decir ‘cuerno pequeño’ según el Diccionario gallego de Luís Aguirre del Río (1858). También se traduce como ‘cornezuelo’, ‘cornijal’ o, también en la variante cornucho, se refiere al corrusco o coscurro, es decir, el extremo crujiente del pan. También el moño o cuerno que corona el bolo de pan gallego se llama «cornecho».